# NASCAR Winston Cup 1979
De NASCAR Winston Cup 1979 was het 31e seizoen van het belangrijkste NASCAR kampioenschap dat in de Verenigde Staten gehouden wordt. Het seizoen startte op 14 januari met de Winston Western 500 en eindigde op 18 november met de Los Angeles Times 500. Richard Petty won het kampioenschap voor de zevende en laatste keer in zijn carrière. De trofee rookie of the year werd uitgereikt aan Dale Earnhardt.

## Races
Top drie resultaten, exhibitie- en kwalificatiewedstrijden staan niet vermeld.
| '  | Datum  | Race                        | Circuit                         | Winnaar         | Tweede          | Derde           |
| 1  | 14-jan | Winston Western 500         | Riverside International Raceway | Darrell Waltrip | David Pearson   | Cale Yarborough |
| 2  | 18-feb | Daytona 500                 | Daytona International Speedway  | Richard Petty   | Darrell Waltrip | A.J. Foyt       |
| 3  | 4-mrt  | Carolina 500                | North Carolina Speedway         | Bobby Allison   | Joe Millikan    | Dick Brooks     |
| 4  | 11-mrt | Richmond 400                | Richmond International Raceway  | Cale Yarborough | Bobby Allison   | Darrell Waltrip |
| 5  | 18-mrt | Atlanta 500                 | Atlanta Motor Speedway          | Buddy Baker     | Bobby Allison   | Darrell Waltrip |
| 6  | 25-mrt | Northwestern Bank 400       | North Wilkesboro Speedway       | Bobby Allison   | Richard Petty   | Benny Parsons   |
| 7  | 1-apr  | Southeastern 500            | Bristol Motor Speedway          | Dale Earnhardt  | Bobby Allison   | Darrell Waltrip |
| 8  | 8-apr  | CRC Chemicals Rebel 500     | Darlington Raceway              | Darrell Waltrip | Richard Petty   | Donnie Allison  |
| 9  | 22-apr | Virginia 500                | Martinsville Speedway           | Richard Petty   | Buddy Baker     | Darrell Waltrip |
| 10 | 6-mei  | Winston 500                 | Talladega Superspeedway         | Bobby Allison   | Darrell Waltrip | Buddy Arrington |
| 11 | 12-mei | Sun-Drop Music City USA 420 | Music City Motorplex            | Cale Yarborough | Richard Petty   | Bobby Allison   |
| 12 | 20-mei | Mason-Dixon 500             | Dover International Speedway    | Neil Bonnett    | Cale Yarborough | Buddy Baker     |
| 13 | 27-mei | World 600                   | Charlotte Motor Speedway        | Darrell Waltrip | Richard Petty   | Dale Earnhardt  |
| 14 | 3-jun  | Texas 400                   | Texas World Speedway            | Darrell Waltrip | Donnie Allison  | Buddy Baker     |
| 15 | 10-jun | NAPA 400                    | Riverside International Raceway | Bobby Allison   | Darrell Waltrip | Richard Petty   |
| 16 | 17-jun | Gabriel 400                 | Michigan International Speedway | Buddy Baker     | Donnie Allison  | Cale Yarborough |
| 17 | 4-jul  | Firecracker 400             | Daytona International Speedway  | Neil Bonnett    | Benny Parsons   | Dale Earnhardt  |
| 18 | 14-jul | Busch Nashville 420         | Music City Motorplex            | Darrell Waltrip | Cale Yarborough | Dale Earnhardt  |
| 19 | 30-jul | Coca-Cola 500               | Pocono Raceway                  | Cale Yarborough | Richard Petty   | Buddy Baker     |
| 20 | 5-aug  | Talladega 500               | Talladega Superspeedway         | Darrell Waltrip | David Pearson   | Ricky Rudd      |
| 21 | 19-aug | Champion Spark Plug 400     | Michigan International Speedway | Richard Petty   | Buddy Baker     | Benny Parsons   |
| 22 | 25-aug | Volunteer 500               | Bristol Motor Speedway          | Darrell Waltrip | Richard Petty   | Bobby Allison   |
| 23 | 3-sep  | Southern 500                | Darlington Raceway              | David Pearson   | Bill Elliott    | Terry Labonte   |
| 24 | 9-sep  | Capital City 400            | Richmond International Raceway  | Bobby Allison   | Darrell Waltrip | Ricky Rudd      |
| 25 | 16-sep | CRC Chemicals 500           | Dover International Speedway    | Richard Petty   | Donnie Allison  | Cale Yarborough |
| 26 | 23-sep | Old Dominion 500            | Martinsville Speedway           | Buddy Baker     | Richard Petty   | Joe Millikan    |
| 27 | 7-okt  | NAPA National 500           | Charlotte Motor Speedway        | Cale Yarborough | Bobby Allison   | Darrell Waltrip |
| 28 | 14-okt | Holly Farms 400             | North Wilkesboro Speedway       | Benny Parsons   | Bobby Allison   | Richard Petty   |
| 29 | 21-okt | American 500                | North Carolina Speedway         | Richard Petty   | Benny Parsons   | Cale Yarborough |
| 30 | 4-nov  | Dixie 500                   | Atlanta Motor Speedway          | Neil Bonnett    | Dale Earnhardt  | Cale Yarborough |
| 31 | 18-nov | Los Angeles Times 500       | Ontario Motor Speedway          | Benny Parsons   | Bobby Allison   | Cale Yarborough |

## Eindstand - Top 10
| 1  | Richard Petty     | 4830 |
| 2  | Darrell Waltrip   | 4819 |
| 3  | Bobby Allison     | 4633 |
| 4  | Cale Yarborough   | 4604 |
| 5  | Benny Parsons     | 4256 |
| 6  | Joe Millikan      | 4014 |
| 7  | Dale Earnhardt    | 3749 |
| 8  | Richard Childress | 3735 |
| 9  | Ricky Rudd        | 3642 |
| 10 | Terry Labonte     | 3615 |